# Proces (film, 1993)
Proces je film natočený podle stejnojmenného románu Franze Kafky. Tento projekt BBC natočil David Jones v roce 1993. Hlavní roli Josefa K. ztvárnil Kyle MacLachlan, dále zde vystupuje Anthony Hopkins a několik dalších známých britských herců. Ve vedlejších rolích vystupuje řada českých herců, protože film byl natáčen v Praze.